# ATP-seizoen 1991
Het ATP-seizoen in 1991 bestond uit de internationale tennistoernooien, die door de ATP en ITF werden georganiseerd in het kalenderjaar 1991.
Het speelschema omvatte:
- 78 ATP-toernooien, bestaande uit de categorieën:
  - ATP Mercedes-Benz Super 9: 9
  - ATP Championship Series: 12
  - ATP World Series: 54
  - Eindejaarstoernooi: 2 (eindejaarstoernooi voor de 8 beste tennissers/dubbelteams)
  - World Team Cup: landenteamtoernooi, geen ATP-punten.
- 7 ITF-toernooien, bestaande uit de:
  - 4 grandslamtoernooien;
  - Grand Slam Cup; eindejaarstoernooi voor de 16 beste tennissers van de grandslamtoernooien
  - Davis Cup: landenteamtoernooi;
  - Hopman Cup: landenteamtoernooi voor gemengde tenniskoppels, geen ATP-punten.

In de onderstaande tabellen staat het overzicht van de ATP-toernooien, aangevuld met de grandslamtoernooien en teamwedstrijden die niet door de ATP maar door de ITF worden georganiseerd.

## Legenda
| grandslamtoernooien     |
| Eindejaarstoernooi      |
| ATP Super 9             |
| ATP Championship Series |
| ATP World Series        |
| Toernooien voor teams   |

### Codering
De codering voor het aantal deelnemers.
128S/128Q/64D/32X
- 128 deelnemers aan het hoofdtoernooi enkelspel (S)
- 128 deelnemers aan het kwalificatietoernooi enkelspel (Q)
- 64 koppels in het dubbelspel (D)
- 32 koppels in het gemengd dubbelspel (X)

Alle toernooien worden in principe buiten gespeeld, tenzij anders vermeld.
RR = groepswedstrijden, (i) = binnen

## Speelschema

### Januari
| Week van              | Toernooi | Winnaar(s)                               | Finalist(en)                                     | Uitslag finale           | Details |
| --------------------- | --- | ---------------------------------------- | ------------------------------------------------ | ------------------------ | ------- |
| 27 december           | Hopman Cup Perth, Australië ITF gemengd teamcompetitie hardcourt (i) - 8 teams RR                             | Joegoslavië – Goran Prpić – Monica Seles | Verenigde Staten – David Wheaton – Zina Garrison | 3-0                      | details |
| 31 december           | Australian Men's Hardcourt Championships Adelaide, Australië ATP World Series $ 150.500 - hardcourt - 32S/16D | Nicklas Kulti                            | Michael Stich                                    | 6-3, 1-6, 6-2            | details |
| 31 december           | Australian Men's Hardcourt Championships Adelaide, Australië ATP World Series $ 150.500 - hardcourt - 32S/16D | Wayne Ferreira Stefan Kruger             | Paul Haarhuis Mark Koevermans                    | 6-4, 4-6, 6-4            | details |
| 31 december           | BP National Championships Wellington, Nieuw-Zeeland ATP World Series $ 150.500 - hardcourt - 32S/16D          | Richard Fromberg                         | Lars Jonsson                                     | 6-1, 6-4, 6-4            | details |
| 31 december           | BP National Championships Wellington, Nieuw-Zeeland ATP World Series $ 150.500 - hardcourt - 32S/16D          | Luiz Mattar Nicolas Pereira              | John Letts Jaime Oncins                          | 4-6, 7-6, 6-2            | details |
| 7 januari             | Benson and Hedges Open Auckland, Nieuw-Zeeland ATP World Series $ 150.000 - hardcourt - 32S/16D               | Karel Nováček                            | Jean-Philippe Fleurian                           | 7-6(5), 7-6(4)           | details |
| 7 januari             | Benson and Hedges Open Auckland, Nieuw-Zeeland ATP World Series $ 150.000 - hardcourt - 32S/16D               | Sergio Casal Emilio Sánchez              | Grant Connell Glenn Michibata                    | 4-6, 6-3, 6-4            | details |
| 7 januari             | New South Wales Open Sydney, Australië ATP World Series $ 225.000 - hardcourt - 32S/16D                       | Guy Forget                               | Michael Stich                                    | 6-3, 6-4                 | details |
| 7 januari             | New South Wales Open Sydney, Australië ATP World Series $ 225.000 - hardcourt - 32S/16D                       | Scott Davis David Pate                   | Darren Cahill Mark Kratzmann                     | 3-6, 6-3, 6-2            | details |
| 14 januari 21 januari | Australian Open Melbourne, Australië Grand Slam $ 2.023.760 - hardcourt 128S/128Q/64D/32X                     | Boris Becker                             | Ivan Lendl                                       | 1-6, 6-4, 6-4, 6-4       | details |
| 14 januari 21 januari | Australian Open Melbourne, Australië Grand Slam $ 2.023.760 - hardcourt 128S/128Q/64D/32X                     | Scott Davis David Pate                   | Patrick McEnroe David Wheaton                    | 6-7(4), 7-6(8), 6-3, 7-5 | details |
| 14 januari 21 januari | Australian Open Melbourne, Australië Grand Slam $ 2.023.760 - hardcourt 128S/128Q/64D/32X                     | Jo Durie Jeremy Bates                    | Robin White Scott Davis                          | 2-6, 6-4, 6-4            | details |

### Februari
| Week van              | Toernooi | Winnaar(s)                        | Finalist(en)                   | Uitslag finale      | Details |
| --------------------- | --- | --------------------------------- | ------------------------------ | ------------------- | ------- |
| 1 februari 3 februari | Davis Cup (1e ronde)                                                                                             |                                   |                                |                     | details |
| 4 februari            | Milan Indoor Milaan, Italië ATP World Series $ 540.000 - tapijt (i) - 32S/16D                                    | Aleksandr Volkov                  | Cristiano Caratti              | 6-1, 7-5            | details |
| 4 februari            | Milan Indoor Milaan, Italië ATP World Series $ 540.000 - tapijt (i) - 32S/16D                                    | Omar Camporese Goran Ivanišević   | Tom Nijssen Cyril Suk          | 6-4, 7-6            | details |
| 4 februari            | Pacific Coast Championships San Francisco, Verenigde Staten ATP World Series $ 225.000 - hardcourt (i) - 32S/16D | Darren Cahill                     | Brad Gilbert                   | 6-2, 3-6, 6-4       | details |
| 4 februari            | Pacific Coast Championships San Francisco, Verenigde Staten ATP World Series $ 225.000 - hardcourt (i) - 32S/16D | Wally Masur Jason Stoltenberg     | Ronnie Båthman Rikard Bergh    | 4-6, 7-6, 6-4       | details |
| 4 februari            | Chevrolet Classic Guarujá, Brazilië ATP World Series $ 125.000 - hardcourt - 32S/16D                             | Patrick Baur                      | Fernando Roese                 | 6-2, 6-3            | details |
| 4 februari            | Chevrolet Classic Guarujá, Brazilië ATP World Series $ 125.000 - hardcourt - 32S/16D                             | Olivier Delaître Rodolphe Gilbert | Shelby Cannon Greg Van Emburgh | 6-2, 6-4            | details |
| 11 februari           | Donnay Indoor Championships Brussel, België ATP Championship Series $ 465.000 - tapijt - 32S/16D                 | Guy Forget                        | Andrej Tsjerkasov              | 6-3, 7-5, 3-6, 7-6  | details |
| 11 februari           | Donnay Indoor Championships Brussel, België ATP Championship Series $ 465.000 - tapijt - 32S/16D                 | Todd Woodbridge Mark Woodforde    | Libor Pimek Michiel Schapers   | 6-3, 6-0            | details |
| 11 februari           | U.S. Pro Indoor Philadelphia, Verenigde Staten ATP Championship Series $ 825.000 - tapijt (i) - 48S/24D          | Ivan Lendl                        | Pete Sampras                   | 5-7 6-4 6-4 3-6 6-3 | details |
| 11 februari           | U.S. Pro Indoor Philadelphia, Verenigde Staten ATP Championship Series $ 825.000 - tapijt (i) - 48S/24D          | Rick Leach Jim Pugh               | Udo Riglewski Michael Stich    | 6-4, 6-4            | details |
| 18 februari           | Volvo U.S. National Indoor Memphis, Verenigde Staten ATP Championship Series $ 600.000 - hardcourt (i) - 48S/24D | Ivan Lendl                        | Michael Stich                  | 7-5, 6-3            | details |
| 18 februari           | Volvo U.S. National Indoor Memphis, Verenigde Staten ATP Championship Series $ 600.000 - hardcourt (i) - 48S/24D | Udo Riglewski Michael Stich       | John Fitzgerald Laurie Warder  | 7-5, 6-3            | details |
| 18 februari           | Eurocard Open Stuttgart, Duitsland ATP Championship Series $ 825.000 - tapijt (i) - 32S/16D                      | Stefan Edberg                     | Jonas Svensson                 | 6-2, 3-6, 7-5, 6-2  | details |
| 18 februari           | Eurocard Open Stuttgart, Duitsland ATP Championship Series $ 825.000 - tapijt (i) - 32S/16D                      | Sergio Casal Emilio Sánchez       | Jeremy Bates Nick Brown        | 6-3, 7-5            | details |
| 25 februari           | ABN AMRO World Tennis Tournament Rotterdam, Nederland ATP World Series $ 450.000 - tapijt (i) - 32S/16D          | Omar Camporese                    | Ivan Lendl                     | 3-6, 7-6(4), 7-6(4) | details |
| 25 februari           | ABN AMRO World Tennis Tournament Rotterdam, Nederland ATP World Series $ 450.000 - tapijt (i) - 32S/16D          | Patrick Galbraith Anders Järryd   | Steve DeVries David Macpherson | 7-6, 6-2            | details |
| 25 februari           | Volvo Tennis Chicago Chicago, Verenigde Staten ATP World Series $ 225.000 - tapijt (i) - 32S/16D                 | John McEnroe                      | Patrick McEnroe                | 3-6, 6-2, 6-4       | details |
| 25 februari           | Volvo Tennis Chicago Chicago, Verenigde Staten ATP World Series $ 225.000 - tapijt (i) - 32S/16D                 | Scott Davis David Pate            | Grant Connell Glenn Michibata  | 6-4, 5-7, 7-6       | details |

### Maart
| Week van          | Toernooi                                                                                          | Winnaar(s)                     | Finalist(en)                     | Uitslag finale             | Details |
| ----------------- | ------------------------------------------------------------------------------------------------- | ------------------------------ | -------------------------------- | -------------------------- | ------- |
| 4 maart           | Copenhagen Open Kopenhagen, Denemarken ATP World Series $ 125.000 - tapijt (i) - 32S/16D          | Jonas Svensson                 | Anders Järryd                    | 6-7(5), 6-2, 6-2           | details |
| 4 maart           | Copenhagen Open Kopenhagen, Denemarken ATP World Series $ 125.000 - tapijt (i) - 32S/16D          | Todd Woodbridge Mark Woodforde | Mansour Bahrami Andrej Olchovski | 6-3, 6-1                   | details |
| 4 maart           | Newsweek Champions Cup Indian Wells, Verenigde Staten ATP Super 9 $ 750.000 - hardcourt - 56S/28D | Jim Courier                    | Guy Forget                       | 4-6, 6-3, 4-6, 6-3, 7-6(4) | details |
| 4 maart           | Newsweek Champions Cup Indian Wells, Verenigde Staten ATP Super 9 $ 750.000 - hardcourt - 56S/28D | Jim Courier Javier Sánchez     | Guy Forget Henri Leconte         | 7-6, 3-6, 6-3              | details |
| 11 maart          | Lipton Championships Key Biscayne, Verenigde Staten ATP Super 9 $ 1.200.000 - hardcourt - 96S/48D | Jim Courier                    | David Wheaton                    | 4-6, 6-3, 6-4              | details |
| 11 maart          | Lipton Championships Key Biscayne, Verenigde Staten ATP Super 9 $ 1.200.000 - hardcourt - 96S/48D | Wayne Ferreira Piet Norval     | Ken Flach Robert Seguso          | 5-7, 7-6, 6-2              | details |
| 29 maart 31 maart | Davis Cup (1e ronde/kwartfinale)                                                                  |                                |                                  |                            | details |

### April
| Week van | Toernooi | Winnaar(s)                       | Finalist(en)                       | Uitslag finale           | Details |
| -------- | --- | -------------------------------- | ---------------------------------- | ------------------------ | ------- |
| 1 april  | Hong Kong Open Hongkong, Hongkong ATP World Series $ 234.000 - hardcourt - 32S/16D                              | Richard Krajicek                 | Wally Masur                        | 6-2, 3-6, 6-3            | details |
| 1 april  | Hong Kong Open Hongkong, Hongkong ATP World Series $ 234.000 - hardcourt - 32S/16D                              | Patrick Galbraith Todd Witsken   | Glenn Michibata Robert Van't Hof   | 6-2, 6-4                 | details |
| 1 april  | Estoril Open Estoril, Portugal ATP World Series $ 337.500 - gravel - 32S/16D                                    | Sergi Bruguera                   | Karel Nováček                      | 7-6(7), 6-1              | details |
| 1 april  | Estoril Open Estoril, Portugal ATP World Series $ 337.500 - gravel - 32S/16D                                    | Paul Haarhuis Mark Koevermans    | Tom Nijssen Cyril Suk              | 6-3, 6-3                 | details |
| 1 april  | Prudential Securities Tennis Classic Orlando, Verenigde Staten ATP World Series $ 225.000 - hardcourt - 32S/16D | Andre Agassi                     | Derrick Rostagno                   | 6-2, 1-6, 6-3            | details |
| 1 april  | Prudential Securities Tennis Classic Orlando, Verenigde Staten ATP World Series $ 225.000 - hardcourt - 32S/16D | Luke Jensen Scott Melville       | Nicolas Pereira Pete Sampras       | 6-7, 7-6, 6-3            | details |
| 8 april  | Japan Open Tokio, Japan ATP Championship Series $ 825.000 - hardcourt - 56S/28D                                 | Stefan Edberg                    | Ivan Lendl                         | 6-1, 7-5, 6-0            | details |
| 8 april  | Japan Open Tokio, Japan ATP Championship Series $ 825.000 - hardcourt - 56S/28D                                 | Stefan Edberg Todd Woodbridge    | John Fitzgerald Anders Järryd      | 6-4, 5-7, 6-4            | details |
| 8 april  | Torneo Godó Barcelona, Spanje ATP Championship Series $ 510.000 - gravel - 56S/28D                              | Emilio Sánchez                   | Sergi Bruguera                     | 6-4, 7-6(7), 6-2         | details |
| 8 april  | Torneo Godó Barcelona, Spanje ATP Championship Series $ 510.000 - gravel - 56S/28D                              | Horacio de la Peña Diego Nargiso | Boris Becker Eric Jelen            | 3-6, 7-6, 6-4            | details |
| 15 april | Philips Open Nice, Frankrijk ATP World Series $ 225.000 - gravel - 32S/16D                                      | Martín Jaite                     | Goran Prpić                        | 3-6, 7-6(1), 6-3         | details |
| 15 april | Philips Open Nice, Frankrijk ATP World Series $ 225.000 - gravel - 32S/16D                                      | Rikard Bergh Jan Gunnarsson      | Vojtech Flegl Nicklas Utgren       | 6-4, 4-6, 6-3            | details |
| 15 april | KAL Cup Korea Open Seoel, Zuid-Korea ATP World Series $ 140.000 - hardcourt - 32S/16D                           | Patrick Baur                     | Jeff Tarango                       | 6-4, 1-6, 7-6(5)         | details |
| 15 april | KAL Cup Korea Open Seoel, Zuid-Korea ATP World Series $ 140.000 - hardcourt - 32S/16D                           | Alex Antonitsch Gilad Bloom      | Kent Kinnear Sven Salumaa          | 7-6, 6-1                 | details |
| 22 april | Monte Carlo Masters Monte Carlo, Monaco ATP Super 9 $ 750.000 - gravel - 56S/28D                                | Sergi Bruguera                   | Boris Becker                       | 5-7, 6-4, 7-6(6), 7-6(4) | details |
| 22 april | Monte Carlo Masters Monte Carlo, Monaco ATP Super 9 $ 750.000 - gravel - 56S/28D                                | Luke Jensen Laurie Warder        | Paul Haarhuis Mark Koevermans      | 5-7, 7-6, 6-4            | details |
| 22 april | Singapore Open Singapore, Singapore ATP World Series $ 215.000 - hardcourt - 32S/16D                            | Jan Siemerink                    | Gilad Bloom                        | 6-4, 6-3                 | details |
| 22 april | Singapore Open Singapore, Singapore ATP World Series $ 215.000 - hardcourt - 32S/16D                            | Grant Connell Glenn Michibata    | Stefan Kruger Christo van Rensburg | 6-4, 5-7, 7-6            | details |
| 29 april | Tampa Open Tampa, Verenigde Staten ATP World Series $ 225.000 - gravel - 32S/16D                                | Richey Reneberg                  | Petr Korda                         | 4-6, 6-4, 6-2            | details |
| 29 april | Tampa Open Tampa, Verenigde Staten ATP World Series $ 225.000 - gravel - 32S/16D                                | Ken Flach Robert Seguso          | David Pate Richey Reneberg         | 6-7, 6-4, 6-1            | details |
| 29 april | BMW Open München, Duitsland ATP World Series $ 225.000 - gravel - 32S/16D                                       | Magnus Gustafsson                | Guillermo Pérez Roldán             | 3-6, 6-3, 4-3, opgave    | details |
| 29 april | BMW Open München, Duitsland ATP World Series $ 225.000 - gravel - 32S/16D                                       | Patrick Galbraith Todd Witsken   | Anders Järryd Danie Visser         | 7-5, 6-4                 | details |
| 29 april | Madrid Tennis Grand Prix Madrid, Spanje ATP World Series $ 450.000 - gravel - 32S/16D                           | Jordi Arrese                     | Marcelo Filippini                  | 6-2, 6-4                 | details |
| 29 april | Madrid Tennis Grand Prix Madrid, Spanje ATP World Series $ 450.000 - gravel - 32S/16D                           | Gustavo Luza Cássio Motta        | Luiz Mattar Jaime Oncins           | 6-0, 7-5                 | details |

### Mei
| Week van      | Toernooi | Winnaar(s)                      | Finalist(en)                  | Uitslag finale          | Details |
| ------------- | --- | ------------------------------- | ----------------------------- | ----------------------- | ------- |
| 6 mei         | German Open Hamburg, Duitsland ATP Super 9 $ 750.000 - gravel - 56S/28D                                       | Karel Nováček                   | Magnus Gustafsson             | 6-3, 6-3, 5-7, 0-6, 6-1 | details |
| 6 mei         | German Open Hamburg, Duitsland ATP Super 9 $ 750.000 - gravel - 56S/28D                                       | Sergio Casal Emilio Sánchez     | Cássio Motta Danie Visser     | 4-6, 6-3, 6-2           | details |
| 6 mei         | U.S. Men's Clay Court Championships Charlotte, Verenigde Staten ATP World Series $ 215.000 - gravel - 32S/16D | Jaime Yzaga                     | Jimmy Arias                   | 6-3, 7-5                | details |
| 6 mei         | U.S. Men's Clay Court Championships Charlotte, Verenigde Staten ATP World Series $ 215.000 - gravel - 32S/16D | Rick Leach Jim Pugh             | Bret Garnett Greg Van Emburgh | 6-3, 2-6, 6-3           | details |
| 13 mei        | Internazionali d'Italia Rome, Italië ATP Super 9 $ 1.002.000 - gravel - 64S/32D                               | Emilio Sánchez                  | Alberto Mancini               | 6-3, 6-1, 3-0, opgave   | details |
| 13 mei        | Internazionali d'Italia Rome, Italië ATP Super 9 $ 1.002.000 - gravel - 64S/32D                               | Omar Camporese Goran Ivanišević | Luke Jensen Laurie Warder     | 6-2, 6-3                | details |
| 13 mei        | Yugoslavia Open Umag, Joegoslavië ATP World Series $ 225.000 - gravel - 32S/16D                               | Dimitri Poliakov                | Javier Sánchez                | 6-4, 6-4                | details |
| 13 mei        | Yugoslavia Open Umag, Joegoslavië ATP World Series $ 225.000 - gravel - 32S/16D                               | Gilad Bloom Javier Sánchez      | Richey Reneberg David Wheaton | 7-6, 2-6, 6-1           | details |
| 20 mei        | Peugeot World Team Cup Düsseldorf, Duitsland ATP World Team Championship gravel - 8 teams (RR)                | Zweden                          | Joegoslavië                   | 2-1                     | details |
| 20 mei        | Bologna Outdoor Bologna, Italië ATP World Series $ 225.000 - gravel - 32S/16D                                 | Paolo Canè                      | Jan Gunnarsson                | 5-7, 6-3, 7-5           | details |
| 20 mei        | Bologna Outdoor Bologna, Italië ATP World Series $ 225.000 - gravel - 32S/16D                                 | Luke Jensen Laurie Warder       | Luiz Mattar Jaime Oncins      | 6-4, 7-6                | details |
| 27 mei 3 juni | Roland Garros Parijs, Frankrijk Grand Slam $ 3.481,550 - gravel 128S/128Q/64D/48X                             | Jim Courier                     | Andre Agassi                  | 3-6, 6-4, 2-6, 6-1, 6-4 | details |
| 27 mei 3 juni | Roland Garros Parijs, Frankrijk Grand Slam $ 3.481,550 - gravel 128S/128Q/64D/48X                             | John Fitzgerald Anders Järryd   | Rick Leach Jim Pugh           | 6-0, 7-6                | details |
| 27 mei 3 juni | Roland Garros Parijs, Frankrijk Grand Slam $ 3.481,550 - gravel 128S/128Q/64D/48X                             | Helena Suková Cyril Suk         | Caroline Vis Paul Haarhuis    | 3-6, 6-4, 6-1           | details |

### Juni
| Week van       | Toernooi                                                                                                  | Winnaar(s)                         | Finalist(en)                      | Uitslag finale        | Details |
| -------------- | --- | ---------------------------------- | --------------------------------- | --------------------- | ------- |
| 10 juni        | Stella Artois Championships Londen, Verenigd Koninkrijk ATP World Series $ 450.000 - gras - 56S/28D       | Stefan Edberg                      | David Wheaton                     | 6-2, 6-3              | details |
| 10 juni        | Stella Artois Championships Londen, Verenigd Koninkrijk ATP World Series $ 450.000 - gras - 56S/28D       | Todd Woodbridge Mark Woodforde     | Grant Connell Glenn Michibata     | 6-4, 7-6              | details |
| 10 juni        | The Continental Grass Court Championships Rosmalen, Nederland ATP World Series $ 225.000 - gras - 32S/16D | Christian Saceanu                  | Michiel Schapers                  | 6-1, 3-6, 7-5         | details |
| 10 juni        | The Continental Grass Court Championships Rosmalen, Nederland ATP World Series $ 225.000 - gras - 32S/16D | Hendrik Jan Davids Paul Haarhuis   | Richard Krajicek Jan Siemerink    | 6-3, 7-6              | details |
| 10 juni        | Torneo Internazionale Città di Firenze Florence, Italië ATP World Series $ 225.000 - gravel - 32S/16D     | Thomas Muster                      | Horst Skoff                       | 6-2, 6-7(2), 6-4      | details |
| 10 juni        | Torneo Internazionale Città di Firenze Florence, Italië ATP World Series $ 225.000 - gravel - 32S/16D     | Ola Jonsson Magnus Larsson         | Juan Carlos Baguena Carlos Costa  | 3-6, 6-1, 6-1         | details |
| 17 juni        | Manchester Open Manchester, Verenigd Koninkrijk ATP World Series $ 225.000 - gras - 32S/16D               | Goran Ivanišević                   | Pete Sampras                      | 6-4, 6-4              | details |
| 17 juni        | Manchester Open Manchester, Verenigd Koninkrijk ATP World Series $ 225.000 - gras - 32S/16D               | Omar Camporese Goran Ivanišević    | Nick Brown Andrew Castle          | 6-4, 6-3              | details |
| 17 juni        | Hypo Group Tennis International Genua, Italië ATP World Series $ 225.000 - gravel - 32S/16D               | Carl-Uwe Steeb                     | Jordi Arrese                      | 6-3, 6-4              | details |
| 17 juni        | Hypo Group Tennis International Genua, Italië ATP World Series $ 225.000 - gravel - 32S/16D               | Marcos Aurelio Górriz Alfonso Mora | Massimo Ardinghi Massimo Boscatto | 5-7, 7-5, 6-3         | details |
| 24 juni 1 juli | Wimbledon Londen, Verenigd Koninkrijk Grand Slam £ 4.010.970 - gras 128S/128Q/64D/16Q/64X                 | Michael Stich                      | Boris Becker                      | 6-4, 7-6(4), 6-4      | details |
| 24 juni 1 juli | Wimbledon Londen, Verenigd Koninkrijk Grand Slam £ 4.010.970 - gras 128S/128Q/64D/16Q/64X                 | John Fitzgerald Anders Järryd      | Javier Frana Leonardo Lavalle     | 6-3, 6-4, 6-7(7), 6-1 | details |
| 24 juni 1 juli | Wimbledon Londen, Verenigd Koninkrijk Grand Slam £ 4.010.970 - gras 128S/128Q/64D/16Q/64X                 | Elizabeth Smylie John Fitzgerald   | Natallja Zverava Jim Pugh         | 7-6(4), 6-2           | details |

### Juli
| Week van | Toernooi | Winnaar(s)                     | Finalist(en)                       | Uitslag finale             | Details |
| -------- | --- | ------------------------------ | ---------------------------------- | -------------------------- | ------- |
| 8 juli   | Miller Lite Hall of Fame Tennis Championship Newport, Verenigde Staten ATP World Series $ 150.000 - gras - 32S/16D | Bryan Shelton                  | Javier Frana                       | 3-6, 6-4, 6-4              | details |
| 8 juli   | Miller Lite Hall of Fame Tennis Championship Newport, Verenigde Staten ATP World Series $ 150.000 - gras - 32S/16D | Gianluca Pozzi Brett Steven    | Javier Frana Bruce Steel           | 6-4, 6-4                   | details |
| 8 juli   | Swedish Open Båstad, Zweden ATP World Series $ 225.000 - gravel - 32S/16D                                          | Magnus Gustafsson              | Alberto Mancini                    | 6-1, 6-2                   | details |
| 8 juli   | Swedish Open Båstad, Zweden ATP World Series $ 225.000 - gravel - 32S/16D                                          | Ronnie Båthman Rikard Bergh    | Magnus Gustafsson Anders Järryd    | 6-4, 6-4                   | details |
| 8 juli   | Swiss Open Gstaad, Zwitserland ATP World Series $ 275.000 - gravel - 32S/16D                                       | Emilio Sánchez                 | Sergi Bruguera                     | 6-1, 6-4, 6-4              | details |
| 8 juli   | Swiss Open Gstaad, Zwitserland ATP World Series $ 275.000 - gravel - 32S/16D                                       | Gary Muller Danie Visser       | Guy Forget Jakob Hlasek            | 7-6, 6-4                   | details |
| 15 juli  | Mercedes Cup Stuttgart, Duitsland ATP Championship Series $ 825.000 - gravel - 48S/24D                             | Michael Stich                  | Alberto Mancini                    | 1-6, 7-6(9), 6-4, 6-2      | details |
| 15 juli  | Mercedes Cup Stuttgart, Duitsland ATP Championship Series $ 825.000 - gravel - 48S/24D                             | Wally Masur Emilio Sánchez     | Omar Camporese Goran Ivanišević    | 4-6, 6-3, 6-4              | details |
| 15 juli  | Sovran Bank Classic Washington, Verenigde Staten ATP Championship Series $ 465.000 - hardcourt - 56S/28D           | Andre Agassi                   | Petr Korda                         | 6-3, 6-4                   | details |
| 15 juli  | Sovran Bank Classic Washington, Verenigde Staten ATP Championship Series $ 465.000 - hardcourt - 56S/28D           | Scott Davis David Pate         | Ken Flach Robert Seguso            | 6-4, 6-2                   | details |
| 22 juli  | Dutch Open Hilversum, Nederland ATP World Series $ 215.000 - gravel - 32S/16D                                      | Magnus Gustafsson              | Jordi Arrese                       | 5-7, 7-6(2), 2-6, 6-1, 6-0 | details |
| 22 juli  | Dutch Open Hilversum, Nederland ATP World Series $ 215.000 - gravel - 32S/16D                                      | Richard Krajicek Jan Siemerink | Francisco Clavet Magnus Gustafsson | 7-5, 6-4                   | details |
| 22 juli  | Canadian Open Montreal, Canada ATP Super 9 $ 930.000 - hardcourt - 56S/28D                                         | Andrej Tsjesnokov              | Petr Korda                         | 3-6, 6-4, 6-3              | details |
| 22 juli  | Canadian Open Montreal, Canada ATP Super 9 $ 930.000 - hardcourt - 56S/28D                                         | Patrick Galbraith Todd Witsken | Grant Connell Glenn Michibata      | 6-4, 3-6, 6-1              | details |
| 29 juli  | Austrian Open Kitzbühel, Oostenrijk ATP World Series $ 337.500 - gravel - 48S/24D                                  | Karel Nováček                  | Magnus Gustafsson                  | 7-6(2), 7-6(4), 6-2        | details |
| 29 juli  | Austrian Open Kitzbühel, Oostenrijk ATP World Series $ 337.500 - gravel - 48S/24D                                  | Tomás Carbonell Francisco Roig | Pablo Arraya Dimitri Poliakov      | 6-7, 6-2, 6-4              | details |
| 29 juli  | Internazionali di Tennis di San Marino San Marino, San Marino ATP World Series $ 250.000 - gravel - 32S/16D        | Guillermo Pérez Roldán         | Frederic Fontang                   | 6-3, 6-1                   | details |
| 29 juli  | Internazionali di Tennis di San Marino San Marino, San Marino ATP World Series $ 250.000 - gravel - 32S/16D        | Jordi Arrese Carlos Costa      | Christian Miniussi Diego Perez     | 6-3, 3-6, 6-3              | details |
| 29 juli  | Los Angeles Open Los Angeles, Verenigde Staten ATP World Series $ 225.000 - hardcourt - 32S/16D                    | Pete Sampras                   | Brad Gilbert                       | 6-2, 6-7(5), 6-3           | details |
| 29 juli  | Los Angeles Open Los Angeles, Verenigde Staten ATP World Series $ 225.000 - hardcourt - 32S/16D                    | Javier Frana Jim Pugh          | Glenn Michibata Brad Pearce        | 7-5, 2-6, 6-4              | details |

### Augustus
| Week van                | Toernooi | Winnaar(s)                     | Finalist(en)                           | Uitslag finale     | Details |
| ----------------------- | --- | ------------------------------ | -------------------------------------- | ------------------ | ------- |
| 5 augustus              | Skoda Czech Open Praag, Tsjecho-Slowakije ATP World Series $ 305.000 - gravel - 32S/16D                          | Karel Nováček                  | Magnus Gustafsson                      | 7-6(5), 6-2        | details |
| 5 augustus              | Skoda Czech Open Praag, Tsjecho-Slowakije ATP World Series $ 305.000 - gravel - 32S/16D                          | Vojtech Flegl Cyril Suk        | Libor Pimek Daniel Vacek               | 6-4, 6-2           | details |
| 5 augustus              | Thriftway ATP Championships Cincinnati, Verenigde Staten ATP Super 9 $ 1.020.000 - hardcourt - 56S/28D           | Guy Forget                     | Pete Sampras                           | 2-6, 7-6(4,) 6-4   | details |
| 5 augustus              | Thriftway ATP Championships Cincinnati, Verenigde Staten ATP Super 9 $ 1.020.000 - hardcourt - 56S/28D           | Ken Flach Robert Seguso        | Grant Connell Glenn Michibata          | 6-7, 6-4, 7-5      | details |
| 12 augustus             | RCA Championships Indianapolis, Verenigde Staten ATP Championship Series $ 825.000 - hardcourt - 56S/28D         | Pete Sampras                   | Boris Becker                           | 7-6(2), 3-6, 6-3   | details |
| 12 augustus             | RCA Championships Indianapolis, Verenigde Staten ATP Championship Series $ 825.000 - hardcourt - 56S/28D         | Ken Flach Robert Seguso        | Kent Kinnear Sven Salumaa              | 7-6, 6-4           | details |
| 12 augustus             | Volvo International New Haven, Verenigde Staten ATP Championship Series $ 825.000 - hardcourt - 56S/28D          | Petr Korda                     | Goran Ivanišević                       | 6-4, 6-2           | details |
| 12 augustus             | Volvo International New Haven, Verenigde Staten ATP Championship Series $ 825.000 - hardcourt - 56S/28D          | Petr Korda Wally Masur         | Jeff Brown Scott Melville              | 7-5, 6-3           | details |
| 19 augustus             | Norstar Bank Hamlet Challenge Cup Long Island, Verenigde Staten ATP World Series $ 225.000 - hardcourt - 32S/16D | Ivan Lendl                     | Stefan Edberg                          | 6-3, 6-2           | details |
| 19 augustus             | Norstar Bank Hamlet Challenge Cup Long Island, Verenigde Staten ATP World Series $ 225.000 - hardcourt - 32S/16D | Eric Jelen Carl-Uwe Steeb      | Doug Flach Diego Nargiso               | 0-6, 6-4, 7-6      | details |
| 19 augustus             | OTB International Schenectady, Verenigde Staten ATP World Series $ 125.000 - hardcourt - 32S/16D                 | Michael Stich                  | Emilio Sánchez                         | 6-2, 6-4           | details |
| 19 augustus             | OTB International Schenectady, Verenigde Staten ATP World Series $ 125.000 - hardcourt - 32S/16D                 | Javier Sánchez Todd Woodbridge | Andrés Gómez Emilio Sánchez            | 3-6, 7-6, 7-6      | details |
| 26 augustus 2 september | US Open New York, Verenigde Staten Grand Slam $ 3.099.300 - hardcourt 128S/128Q/64D/16Q/32X                      | Stefan Edberg                  | Jim Courier                            | 6-2, 6-4, 6-0      | details |
| 26 augustus 2 september | US Open New York, Verenigde Staten Grand Slam $ 3.099.300 - hardcourt 128S/128Q/64D/16Q/32X                      | John Fitzgerald Anders Järryd  | Scott Davis David Pate                 | 6-3, 3-6, 6-3, 6-3 | details |
| 26 augustus 2 september | US Open New York, Verenigde Staten Grand Slam $ 3.099.300 - hardcourt 128S/128Q/64D/16Q/32X                      | Manon Bollegraf Tom Nijssen    | Arantxa Sánchez Vicario Emilio Sánchez | 6-2, 7-6(2)        | details |

### September
| Week van                  | Toernooi | Winnaar(s)                     | Finalist(en)                    | Uitslag finale   | Details |
| ------------------------- | --- | ------------------------------ | ------------------------------- | ---------------- | ------- |
| 9 september               | Grand Prix Passing Shot Bordeaux, Frankrijk ATP World Series $ 270.000 - gravel - 32S/16D                           | Guy Forget                     | Olivier Delaître                | 6-1, 6-3         | details |
| 9 september               | Grand Prix Passing Shot Bordeaux, Frankrijk ATP World Series $ 270.000 - gravel - 32S/16D                           | Arnaud Boetsch Guy Forget      | Patrik Kühnen Alexander Mronz   | 6-2, 6-2         | details |
| 9 september               | Philips Open Brasilia, Brazilië ATP World Series $ 225.000 - tapijt - 48S/24D                                       | Andrés Gómez                   | Javier Sánchez                  | 6-4, 3-6, 6-3    | details |
| 9 september               | Philips Open Brasilia, Brazilië ATP World Series $ 225.000 - tapijt - 48S/24D                                       | Kent Kinnear Roger Smith       | Ricardo Acioly Mauro Menezes    | 6-4, 6-3         | details |
| 9 september               | Geneva Open Genève, Zwitserland ATP World Series $ 225.000 - gravel - 32S/16D                                       | Thomas Muster                  | Horst Skoff                     | 6-2, 6-4         | details |
| 9 september               | Geneva Open Genève, Zwitserland ATP World Series $ 225.000 - gravel - 32S/16D                                       | Sergi Bruguera Marc Rosset     | Per Henricsson Ola Jonsson      | 3-6, 6-3, 6-2    | details |
| 20 september 22 september | Davis Cup (halve finale)                                                                                            |                                |                                 |                  | details |
| 23 september              | Davidoff Swiss Indoors Bazel, Zwitserland ATP World Series $ 675.000 - hardcourt (i) - 32S/16D                      | Jakob Hlasek                   | John McEnroe                    | 7-6(4), 6-0, 6-3 | details |
| 23 september              | Davidoff Swiss Indoors Bazel, Zwitserland ATP World Series $ 675.000 - hardcourt (i) - 32S/16D                      | Jakob Hlasek Patrick McEnroe   | Petr Korda John McEnroe         | 3-6, 7-6, 7-6    | details |
| 23 september              | Campionati Internazionali di Sicilia Palermo, Italië ATP World Series $ 270.000 - gravel - 32S/16D                  | Frederic Fontang               | Emilio Sánchez                  | 1-6, 6-3, 6-3    | details |
| 23 september              | Campionati Internazionali di Sicilia Palermo, Italië ATP World Series $ 270.000 - gravel - 32S/16D                  | Jacco Eltingh Tom Kempers      | Emilio Sánchez Javier Sánchez   | 3-6, 6-3, 6-3    | details |
| 23 september              | Queensland Open Brisbane, Australië ATP World Series $ 225.000 - hardcourt (i)- 32S/16D                             | Gianluca Pozzi                 | Aaron Krickstein                | 6-3, 7-6(4)      | details |
| 23 september              | Queensland Open Brisbane, Australië ATP World Series $ 225.000 - hardcourt (i)- 32S/16D                             | Todd Woodbridge Mark Woodforde | John Fitzgerald Glenn Michibata | 7-6, 6-3         | details |
| 30 september              | Athens International Athene, Griekenland ATP World Series $ 125.000 - gravel - 32S/16D                              | Sergi Bruguera                 | Jordi Arrese                    | 7-5, 6-3         | details |
| 30 september              | Athens International Athene, Griekenland ATP World Series $ 125.000 - gravel - 32S/16D                              | Jacco Eltingh Mark Koevermans  | Menno Oosting Olli Rahnasto     | 5-7, 7-6, 7-5    | details |
| 30 september              | Grand Prix de Tennis de Toulouse Toulouse, Frankrijk ATP World Series $ 260.000 - tapijt (i)- 32S/16D               | Guy Forget                     | Amos Mansdorf                   | 6-2, 7-6(4)      | details |
| 30 september              | Grand Prix de Tennis de Toulouse Toulouse, Frankrijk ATP World Series $ 260.000 - tapijt (i)- 32S/16D               | Tom Nijssen Cyril Suk          | Jeremy Bates Kevin Curren       | 4-6, 6-3, 7-6    | details |
| 30 september              | Australian Indoor Tennis Championship Sydney, Australië ATP Championship Series $ 750.000 - hardcourt (i) - 48S/24D | Stefan Edberg                  | Brad Gilbert                    | 6-2, 6-2, 6-2    | details |
| 30 september              | Australian Indoor Tennis Championship Sydney, Australië ATP Championship Series $ 750.000 - hardcourt (i) - 48S/24D | Jim Grabb Richey Reneberg      | Luke Jensen Laurie Warder       | 6-4, 6-4         | details |

### Oktober
| Week van   | Toernooi                                                                                          | Winnaar(s)                    | Finalist(en)                  | Uitslag finale             | Details |
| ---------- | ------------------------------------------------------------------------------------------------- | ----------------------------- | ----------------------------- | -------------------------- | ------- |
| 7 oktober  | Seiko Super Tennis Tokio, Japan ATP Championship Series $ 750.000 - tapijt (i) 48S/24D            | Stefan Edberg                 | Derrick Rostagno              | 6-3, 1-6, 6-2              | details |
| 7 oktober  | Seiko Super Tennis Tokio, Japan ATP Championship Series $ 750.000 - tapijt (i) 48S/24D            | Jim Grabb Richey Reneberg     | Scott Davis David Pate        | 7-5, 2-6, 7-6              | details |
| 7 oktober  | Riklis Classic Tel Aviv, Israël ATP World Series $ 125.000 - hardcourt - 32S/16D                  | Leonardo Lavalle              | Christo van Rensburg          | 6-2, 3-6, 6-3              | details |
| 7 oktober  | Riklis Classic Tel Aviv, Israël ATP World Series $ 125.000 - hardcourt - 32S/16D                  | David Rikl Michiel Schapers   | Javier Frana Leonardo Lavalle | 6-2, 6-7, 6-3              | details |
| 7 oktober  | European Indoor Championships Berlijn, Duitsland ATP World Series $ 260.000 - tapijt (i)- 32S/16D | Petr Korda                    | Arnaud Boetsch                | 6-3, 6-4                   | details |
| 7 oktober  | European Indoor Championships Berlijn, Duitsland ATP World Series $ 260.000 - tapijt (i)- 32S/16D | Petr Korda Karel Nováček      | Jan Siemerink Daniel Vacek    | 3-6, 7-5, 7-5              | details |
| 14 oktober | Grand Prix de Tennis de Lyon Lyon, Frankrijk ATP World Series $ 450.000 - tapijt (i)- 32S/16D     | Pete Sampras                  | Olivier Delaître              | 6-1, 6-1                   | details |
| 14 oktober | Grand Prix de Tennis de Lyon Lyon, Frankrijk ATP World Series $ 450.000 - tapijt (i)- 32S/16D     | Tom Nijssen Cyril Suk         | David Macpherson              | 7-6, 6-3                   | details |
| 14 oktober | CA-Tennis Trophy Wenen, Oostenrijk ATP World Series $ 225.000 - tapijt (i) - 32S/16D              | Michael Stich                 | Jan Siemerink                 | 6-4, 6-4, 6-4              | details |
| 14 oktober | CA-Tennis Trophy Wenen, Oostenrijk ATP World Series $ 225.000 - tapijt (i) - 32S/16D              | Anders Järryd Gary Muller     | Jakob Hlasek Patrick McEnroe  | 6-4, 7-5                   | details |
| 21 oktober | Stockholm Open Stockholm, Zweden ATP Super 9 $ 840.000 - tapijt (i) - 48S/24D                     | Boris Becker                  | Stefan Edberg                 | 3-6, 6-4, 1-6, 6-2, 6-2    | details |
| 21 oktober | Stockholm Open Stockholm, Zweden ATP Super 9 $ 840.000 - tapijt (i) - 48S/24D                     | John Fitzgerald Anders Järryd | Tom Nijssen Cyril Suk         | 7-5, 6-2                   | details |
| 21 oktober | Philips Open Guarujá, Brazilië ATP World Series $ 125.000 - hardcourt - 32S/16D                   | Javier Frana                  | Markus Zoecke                 | 2-6, 7-6(1), 6-3           | details |
| 21 oktober | Philips Open Guarujá, Brazilië ATP World Series $ 125.000 - hardcourt - 32S/16D                   | Jacco Eltingh Paul Haarhuis   | Bret Garnett Todd Nelson      | 6-3, 7-5                   | details |
| 28 oktober | Kolynos Cup Búzios, Brazilië ATP World Series $ 147.500 - hardcourt - 32S/16D                     | Jordi Arrese                  | Jaime Oncins                  | 1-6, 6-4, 6-0              | details |
| 28 oktober | Kolynos Cup Búzios, Brazilië ATP World Series $ 147.500 - hardcourt - 32S/16D                     | Sergio Casal Emilio Sánchez   | Javier Frana Leonardo Lavalle | 4-6, 6-3, 6-4              | details |
| 28 oktober | Paris Open Parijs, Frankrijk ATP Super 9 $ 1.650.000 - tapijt (i) - 48S/24D                       | Guy Forget                    | Pete Sampras                  | 7-6(9), 4-6, 5-7, 6-4, 6-4 | details |
| 28 oktober | Paris Open Parijs, Frankrijk ATP Super 9 $ 1.650.000 - tapijt (i) - 48S/24D                       | John Fitzgerald Anders Järryd | Kelly Jone Rick Leach         | 3-6, 6-3, 6-2              | details |

### November
| Week van               | Toernooi | Winnaar(s)                    | Finalist(en)                       | Uitslag finale        | Details |
| ---------------------- | --- | ----------------------------- | ---------------------------------- | --------------------- | ------- |
| 4 november             | Banespa Open São Paulo, Brazilië ATP World Series $ 225.000 - gravel - 32S/16D                                       | Christian Miniussi            | Jaime Oncins                       | 2-6, 6-3, 6-4         | details |
| 4 november             | Banespa Open São Paulo, Brazilië ATP World Series $ 225.000 - gravel - 32S/16D                                       | Andrés Gómez Jaime Oncins     | Jorge Lozano Cássio Motta          | 7-5, 6-4              | details |
| 4 november             | Kremlin Cup Moskou, Sovjet-Unie ATP World Series $ 297.000 - tapijt (i) - 32S/16D                                    | Andrej Tsjerkasov             | Jakob Hlasek                       | 7-6(2), 3-6, 7-6(5)   | details |
| 4 november             | Kremlin Cup Moskou, Sovjet-Unie ATP World Series $ 297.000 - tapijt (i) - 32S/16D                                    | Eric Jelen Carl-Uwe Steeb     | Andrej Tsjerkasov Aleksandr Volkov | 6-4, 7-6              | details |
| 4 november             | Diet Pepsi Indoor Challenge Birmingham, Verenigd Koninkrijk ATP World Series $ 450.000 - tapijt (i) - 32S/16D        | Michael Chang                 | Guillaume Raoux                    | 6-3, 6-2              | details |
| 4 november             | Diet Pepsi Indoor Challenge Birmingham, Verenigd Koninkrijk ATP World Series $ 450.000 - tapijt (i) - 32S/16D        | Jacco Eltingh Paul Wekesa     | Ronnie Båthman Rikard Bergh        | 7-5, 7-5              | details |
| 11 november            | ATP Tour World Championships Frankfurt, Duitsland Eindejaarstoernooi $ 2.250.000 - tapijt (i) - 8S (RR)              | Pete Sampras                  | Jim Courier                        | 3-6, 7-6(5), 6-3, 6-4 | details |
| 18 november            | ATP Tour World Doubles Championships Johannesburg, Zuid-Afrika Eindejaarstoernooi $ 1.000.000 - tapijt (i) - 8D (RR) | John Fitzgerald Anders Järryd | Ken Flach Robert Seguso            | 6-4, 6-4, 2-6, 6-4    | details |
| 29 november 1 december | Davis Cup (finale)                                                                                                   | Frankrijk                     | Verenigde Staten                   | 3-1                   | details |

### December
| Week van    | Toernooi                                                         | Winnaar(s)    | Finalist(en)  | Uitslag finale | Details       |
| ----------- | ---------------------------------------------------------------- | ------------- | ------------- | -------------- | ------------- |
| 2 december  | Geen toernooi                                                    | Geen toernooi | Geen toernooi | Geen toernooi  | Geen toernooi |
| 9 december  | Grand Slam Cup München, Duitsland $ 6.000.000 - tapijt (i) - 16S | David Wheaton | Michael Chang | 7-5, 6-2, 6-4  | details       |
| 16 december | Geen toernooi                                                    | Geen toernooi | Geen toernooi | Geen toernooi  | Geen toernooi |

## Statistieken toernooien

### Toernooien per ondergrond
| ondergrond   | aantal | buiten/binnen | aantal |
| ------------ | ------ | ------------- | ------ |
| hardcourt    | 32     | buiten        | 26     |
| hardcourt    | 32     | binnen        | 6      |
| gravel       | 28     | buiten        | 28     |
| gravel       | 28     | binnen        | 0      |
| tapijt       | 19     | binnen        | 18     |
| tapijt       | 19     | buiten        | 1      |
| gras         | 5      | buiten        | 5      |
| verschillend | 1      | verschillend  | 1      |
| TOTAAL       | 85     |               |        |

### Best of five finales enkelspel
| categorie               | aantal |
| ----------------------- | ------ |
| grandslamtoernooien     | 4/4    |
| Tennis Masters Cup      | 1/1    |
| ATP Super 9             | 6/9    |
| ATP Championship Series | 7/13   |
| ATP World Series        | 6/53   |
| World Team Cup          | 0/1    |
| ITF-evenementen         | 2/3    |
| TOTAAL                  | 26/84  |